# Gjurd Bodakarl

Stuguns vapen. Samhället Stugun vid pilgrimsleden Jämt–Norgevägen har sitt ursprung i den själastuga som 1290 byggdes av Gjurd Bodakarl för de passerande pilgrimerna.

Gjurd (Gyrdh, Gyrd) Bodakarl anlade 1290 en själastuga vid Indalsälven i Jämtland för att härbärgera pilgrimer på väg till Nidarosdomen i Nidaros, nuvarande Trondheim. Själastugan blev början till samhället Stugun.
Gjurd Bodakarl räknas som stamfar till den omfattande och väldokumenterade Stugusläkten.
2013 publicerade Rune Mats Krönikespelet om Gyrdh Bodakarl.